# سیارک ۱۸۷۰۷
سیارک ۱۸۷۰۷ (به انگلیسی: 18707 Annchi، نامگذاری:1998HO96) هجده هزار و هفتصد و هفتمین سیارک کشف شده‌است که در ۲۱ آوریل ۱۹۹۸ کشف شد.
قدر مطلق سیارک برابر ۲۰.۴ است.